# Gabriela Oberkofler
Gabriela Oberkofler (* 1975 in Bozen) ist eine italienisch-deutsche Künstlerin. Zu ihrem Werk gehören Arbeiten aus den Bereichen Video, Performance, Fotografie, Zeichnungen, Installationen und Objektkunst.

## Leben
Gabriela Oberkofler besuchte von 1997 bis 1998 die University of Visual Arts in Corner Brook und von 1998 bis 2002 die Hochschule für Kunsttherapie in Nürtingen. Von 2002 bis 2009 studierte sie an der Staatlichen Akademie der Bildenden Künste in Stuttgart bei Werner Pokorny, Holger Bunk, Micha Ullman, Markus Ambach und Rainer Ganahl. 2007 beteiligte sie sich an der Gründung der Projektgruppe Local to Local.
Hauptthema der Werke von Gabriela Oberkofler ist die Natur und deren Bewahrung vor der drohenden Umweltzerstörung.
Ausgangspunkt und Zentrum von Gabriela Oberkoflers künstlerischer Arbeit ist die Natur im Anthropozän. In verschiedenen Medien und Projekten setzt sie sich mit dem Verhältnis zur Natur, deren Nutzbarmachung durch den Menschen und der Ausbildung von Kulturräumen, deren Wandel und Verlust auseinander. Ihre filigranen, detailreichen und zum Teil großformatigen Zeichnungen analysieren und reflektieren in leuchtenden Farben die sensiblen Zusammenhänge von Ökosystemen. Auch in der Beobachtung und Schilderung des Missverhältnisses im Beziehungsgeflecht zwischen Mensch, Tier und Pflanze münden ihre Arbeiten nicht in einer dystopischen Stimmung, sondern vermitteln eine Faszination für die Wachstums- und Überlebensstrategien in der Natur und suchen nach zukunftsweisenden Ansätzen und Lösungsmöglichkeiten. 2022 eröffnete sie den Taberhof in Flaas in Südtirol als Institut für alternative Landwirtschaft, zeitgenössische Kunst und Leben in der Peripherie. (Text: Birgit Wiesenhütter)
Gabriela Oberkofler lebt und arbeitet in Stuttgart und Flaas in Südtirol.

## Projekte (Auswahl)
- 2022: Gabriela Oberkofler eröffnet den Taberhof[3] in Flaas in Südtirol als Institut für alternative Landwirtschaft, zeitgenössische Kunst und Leben in der Peripherie.

## Ausstellungen (Auswahl)

### Einzelausstellungen
- 2012: … als wenn ich hier geboren und erzogen wäre (Goethe, 1829), Kunsthalle Erfurt[4]
- 2012: … und nun von einer Grönlandsfahrt, von einem Walfischfange zurückkäme … (Goethe, 1829), Museion Bozen, Italien[5]
- 2012: Die kollektive Speisekammer, Museum Art.Plus, Donaueschingen
- 2012: Die Geranie soll eine wichtige Rolle spielen, Kunsthalle Ravensburg / Columbus Art Foundation
- 2013: Schwalbenschwänze, Mosaikjungfern, Totengräber, Erdhummeln und Schmeißfliegen, ZF Kunststiftung im Zeppelin Museum Friedrichshafen[6]
- 2014: Alles Wieder Zurück, Stadtgalerie Saarbrücken, Kunstverein Ulm[7]
- 2016: Schwarz ist die Nacht nie, Kunsthalle Göppingen[8]
- 2017: Prekäre Leben, Volkskunstmuseum, Tiroler Landesmuseen, AT
- 2018:
  - es fällt/cade, Cubo Garutti, Museion Bozen[9]
  - Weihnachtsbesuch bei Amy Winehouse, Shakira, Hannah Arendt, Jeanette, Toni und Milan, Süddeutscher Kunstverein, Reusten, DE
- 2019: Äpfel fallen weit vom Stamm, Kunstraum Tosterglope, kuratiert von Michael Hübl, Tosterglope bei Lüneburg, DE
- 2020: Damascina Rose, Galerieverein Leonberg e. V., DE
- 2021:
  - Api étoilé – Ein wachsendes Archiv, Villa Merkel, Galerie der Stadt Esslingen, DE[10]
  - Zuckerwurzel und Glückskleerübchen, Graphotek der Stadtbücherei Stuttgart, DE[11]
- 2022:
  - Api étoilé – Ein wachsendes Archiv II, Parzelle 3, Kunsthaus Dresden, DE[12]
  - Solanum, Institut für alternative Landwirtschaft, zeitgenössische Kunst und Leben in der Peripherie, Taberhof Flaas, IT

### Gruppenausstellungen
- 2009: Bildschön. Schönheitskult in der aktuellen Kunst, Städtische Galerie Karlsruhe
- 2009: Blumenstücke, Schloss Filseck/Kunsthalle Göppingen
- 2009: Säen und Jäten. Volkskultur in der zeitgenössischen Kunst, Städtische Galerie Ravensburg / Columbus Art Foundation
- 2010: Fremde Heimat, Kunsthalle Mannheim
- 2010: Säen und Jäten, Städtische Galerie Wolfsburg, Städtische Galerie Bietigheim-Bissingen
- 2010: Knödelinstallation, Kunstmuseum Stuttgart
- 2011: BHFGGHOW. Sechs Positionen aus der Columbus-Förderung für aktuelle Kunst, Kunsthalle Ravensburg
- 2011: Carte blanche, Städtische Galerie Offenburg
- 2011: Säen und Jäten, Volkskultur in der zeitgenössischen Kunst, Cobra Museum Amstelveen, Niederlande
- 2012: Ab in die Ecke, Städtische Galerie Delmenhorst
- 2012: Ausgezeichnet, Museum Art.Plus, Donaueschingen
- 2012: Zeigen. Eine Audiotour durch Baden-Württemberg, Kunsthalle Karlsruhe
- 2012: Baden-Württemberg 60, Landesvertretung Baden-Württemberg Berlin, Kunstmuseum Singen, Galerie im Prediger, Schwäbisch Gmünd
- 2013: Skulptur ist, wenn …, Kunsthalle Göppingen, Kunstverein Wilhelmshöhe Ettlingen e. V.
- 2014: born in the dolomites, Kunstverein Kärnten, Klagenfurt und Messner Mountain Museum, Bruneck
- 2014: Room Service – Vom Hotel in der Kunst und Künstlern im Hotel, Kunsthalle Baden-Baden
- 2015:
  - DISSENS / TRANSZENDENZ. VOM KULT- ZUM KUNSTOBJEKT, Kulturzentrum Tublà da Nives, Wolkenstein, IT
  - Desperate Housewives? Künstlerinnen räumen auf, Museum im Kulturspeicher Würzburg, DE
  - FREUDE SCHÖNER GÖTTER FUNKEN, Galerie ABTART, Stuttgart, DE
- 2016:
  - Made in Balmerol, Künstlerhaus Schloss Balmerol, Bad Ems, DE
  - Man verkraftet ihren Anblick nicht, Galerie Sturm, Stuttgart, DE
  - differenzierbare Mannigfaltigkeiten / Querungen, Württembergischer Kunstverein, Stuttgart, DE
  - Garten/Giardino – 70 Jahre/Anni Südtiroler Künstlerbund, Diözesanmuseum Hofburg Brixen, Brixen, IT
  - Querbeet durchs Grün, Galerie ABTART, Stuttgart, DE
  - die Gabe, Magazin4, Bregenzer Kunstverein, Bregenz, AT
  - Desperate Housewives? Künstlerinnen räumen auf, Kunstmuseum Mülheim an der Ruhr, Mülheim/Ruhr, DE
  - Desperate Housewives? Künstlerinnen räumen auf, Kunstsammlungen Zwickau, Städtisches Museum, Zwickau, DE
- 2017:
  - Zeichnung17, Galerie Michael Sturm, Stuttgart,DE
  - Kunst ist schön und macht Freude, 10 Jahre Karin Abt Straubinger Stiftung, DE
  - Alte Baumwollspinnerei, Leipzig, Halle 14, Forum Kunst Rottweil, DE
  - Stand der Dinge, Städtisches Kunstmuseum Singen, Singen DE
  - Was sich abzeichnet, Arp Museum Bahnhof Rolandseck, DE
  - Geschlechter. Rollen. Identitäten.-Genre(s), Rolle(s), Identitäte‘(s), Le Cube, independent art room, Rabat, MAR
- 2018:
  - Kaleidoskop Worpswede.Kunstwerk, Landschaft, Lebensart, Heinrich Vogeler Museum-Barkenhoff, Worpswede, DE
  - Untragbar. Von der Sehnsucht nach Veränderung, Kunstverein Kiss, Schloss Untergröningen, DE
  - Naturstücke, Galerie Schloß Parz, AT
- 2019:
  - GOOD SPACE! Communities oder das Versprechen von Glück, Villa Merkel, Galerien der Stadt Esslingen, DE
  - Die Sammlung, Kunsthalle Göppingen, DE
  - Magie und Ritual, Museum Villa Rot, Ulm, DE
  - Paper Positions Basel, Galerie Michael Sturm, CH
  - Portfolio, Stadtgalerie Bozen, IT
- 2020:
  - unlearning categories, FONDAZIONE MUSEION, Bozen, Südtirol, IT
  - POESIE DES GÄRTNERNS, GALERIE PARROTTA CONTEMPORARY ART, Köln, DE
  - zeitlos. VOM WESEN DER ZEIT, Kunsthalle Göppingen, DE
  - EINE SCHWALBE MACHT NOCH KEINEN SOMMER, Kunsthaus Dresden, DE
- 2021:
  - Inventing Nature, Kunsthalle Karlsruhe, DE
  - Suite, Zeichnung 21, Galerie Michael Sturm, Stuttgart, DE
  - ReArt meets Kulturerbe, Feuerschiff Elbe 1, ReArt Halle, Ihlienworth, DE
  - Tracce/Spuren, Kunstmuseum Erlangen, DE, in Kooperation mit dem Südtiroler Künstlerbund, IT
- 2022:
  - 22/23 Spielzeit, Museum Morsbroich Leverkusen, DE
  - Folkwang und die Stadt, Museum Folkwang und MAP Projekte, Düsseldorf, DE
  - TIERISCH GUT – PARADISE RELOADED, Museum Art.Plus, Donaueschingen, DE
  - Die Lust an der Zeichnung, Hospitalhof Stuttgart (kuratiert von Marie Luise Zielonka), DE
  - La Caldera, B.A.U., Algund, IT
  - SUITE. ZEICHNUNG 22., Galerie Sturm & Schober, Wien, AT
- 2023:
  - THE ARTIST´S GARDEN, Galerie Conrads, Berlin, DE[13]
  - SYSTEMRELEVANT, Künstlerhaus Vereinigung Wien, AT
  - Connecting Worlds, Largo Giovanni Audiffredi | Casa del Fiume, Cuneo, IT[14]
  - Spielzeit #4, Museum Morsbroich Leverkusen, DE[15]
  - Artists for Nature, Museum Pfalzgalerie Kaiserslautern, DE[16]
- 2024:
  - damals – heute, Städtische Galerie Villingen-Schwenningen, DE
  - Spielzeit #6, Museum Morsbroich Leverkusen, DE
  - Im Auge des Orkans, Galerie Anke Schmidt, Köln, DE
  - Kubus. Sparda-Kunstpreis 2024, Kunstmuseum Stuttgart, DE[17]
  - … am Rande der Natur, Kunstverein Springhornhof, Neuenkirchen, DE

## Preise und Stipendien
- 2006: Akademiepreis für Museum für sedimentierte Kunst, Staatliche Akademie der Bildenden Künste Stuttgart, Preis der Freunde der Akademie Stuttgart e. V. für Museum für sedimentierte Kunst
- 2007: Förderpreis Künstlerbund Baden-Württemberg
- 2009: Atelierstipendium Kulturstiftung Rhein-Neckar-Kreis e. V., Heidelberg
- 2010: Atelierstipendium art 3, Ministerium für Wissenschaft, Forschung und Kunst Baden-Württemberg, Valence; Herbert Zapp Preis für junge Kunst, Columbus-Förderpreis für aktuelle Kunst
- 2011: Stipendium Kunststiftung Baden-Württemberg, Stuttgart
- 2012: Stipendium ZF Kunststiftung, Friedrichshafen, Atelierstipendium Herrenhaus Edenkoben
- 2013: Strasbourg-Stipendium, CEAAC, HEAR, Ville de Strasbourg
- 2014: Paul-Flora-Preis,[18] Projektförderung der Karin Abt-Straubinger Stiftung, Stuttgart
- 2018: gerlinde-beck-preis der gerlinde-beck-stiftung, Grafenau
- 2019: Berlin-Preis der Reinheimer-Stiftung
- 2020: Hannes-Burgdorf-Preis für zeitgenössische bildende Kunst, Leonberg, DE[19]
- 2021: Realisierung Kunst am Bau, Amöbe, Quivid, München (2021 – 2024)

## Publikationen
- Herausgeber: Andreas Baur, Villa Merkel Galerie der Stadt Esslingen: Gabriela Oberkofler: Api étoilé – Ein wachsendes Archiv, ISBN 978-3-86442-346-8
- Herausgeber: Galerieverein Leonberg e. V., Leonberg, 2020: Damascina Rose – Gabriela Oberkofler
- Herausgeber: Gerlinde-Beck-Stiftung, Grafenau, 2018: Gerlinde-Beck-Preis für Skulptur 2018 – Gabriela Oberkofler, ISBN 978-3-89298-160-2
- Herausgeber: Gabriela Oberkofler, Birgit Gebhard, Maximilian Lehner 2018: rosensteinalm
- Herausgeber: Wolfgang Meighörner, Tiroler Landesmuseen-Betriebsgesellschaft m.b.H., 2016: Gabriela Oberkofler. Prekäre Leben Studiohefte 30, ISBN 978-3-900083-67-0
- Herausgeber: Werner Mayer, Kunsthalle Göppingen Dr. Annett Reckert, Städtische Galerie Delmenhorst, 2016: Schwarz ist die Nacht nie Wind zog auf Gabriela Oberkofler, ISBN 978-3-927791-96-1
- Silvia Höller (Hrsg.): Entreissungen. RLB Atelier Lienz 2015.
- Andrea Jahn (Hrsg.): Alles Wieder Zurück. Stadtgalerie Saarbrücken, 2014, Folio Verlag, Wien/Bozen 2014, ISBN 978-3-85256-653-5.
- Matthias Lenz, Regina Michel (Hrsg.): Schwalbenschwänze, Mosaikjungfern, Totengräber, Erdhummeln und Schmeißfliegen. ZF Kunststiftung, Gessler, Friedrichshafen 2013, ISBN 978-3-86136-179-4.
- Detlef Bluemler, Lothar Romain, Michael Hübl (Hrsg.), 2013: Gabriela Oberkofler.